# Середньовічна Естонія
Середньовіччя Естонії поділяється на раннє (5-10 сторіччя), коли племена естів (відомі з опису германців у римських авторів) зберігали незалежність, та пізнє середньовіччя, коли їх землі були підкорені частково на короткотривалий час Київською Руссю та, повністю, Данією та німецькими католицькими лицарями Лівонського ордену.

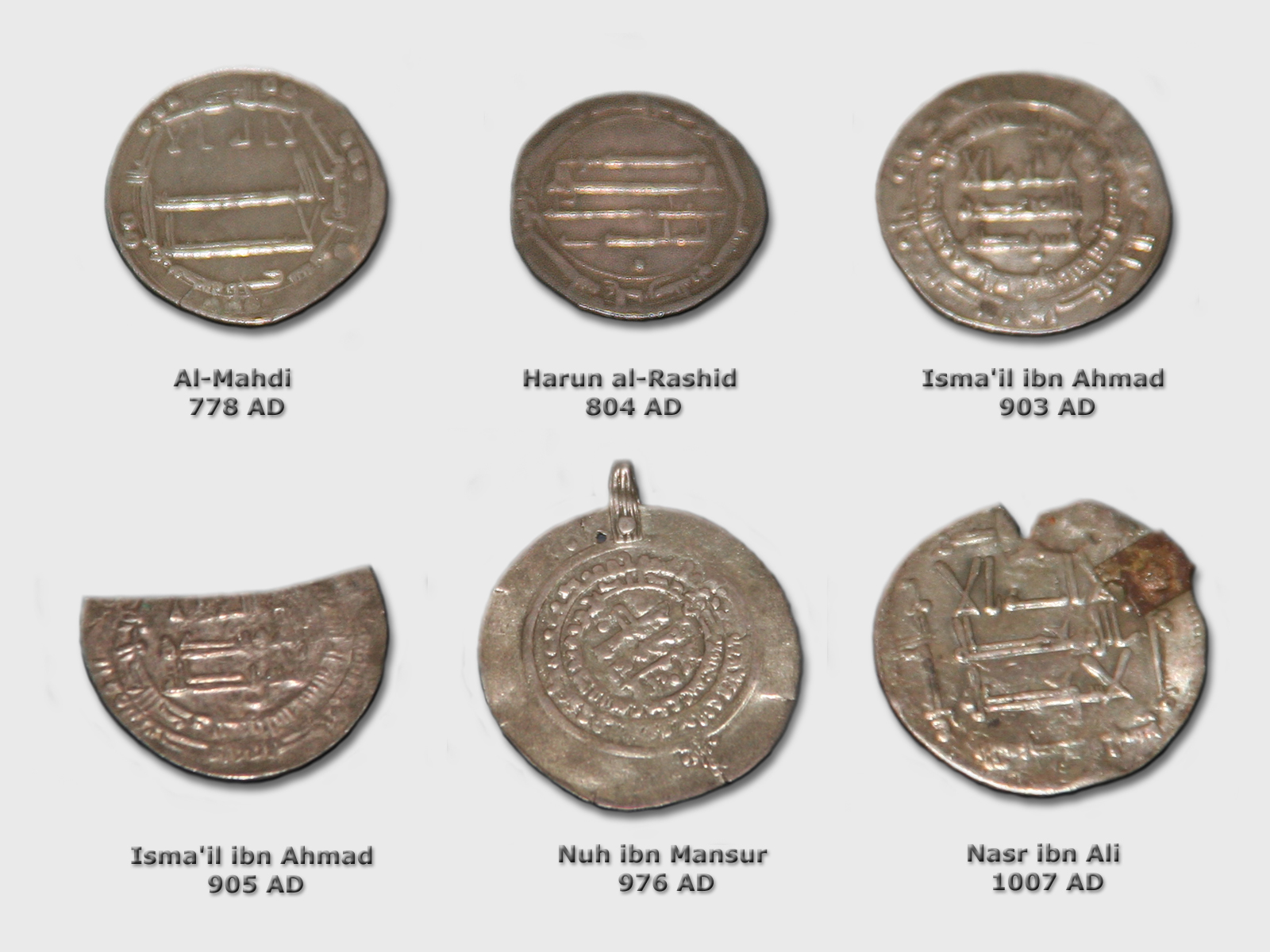
Скарб арабських дирхамів, VIII—XI століття

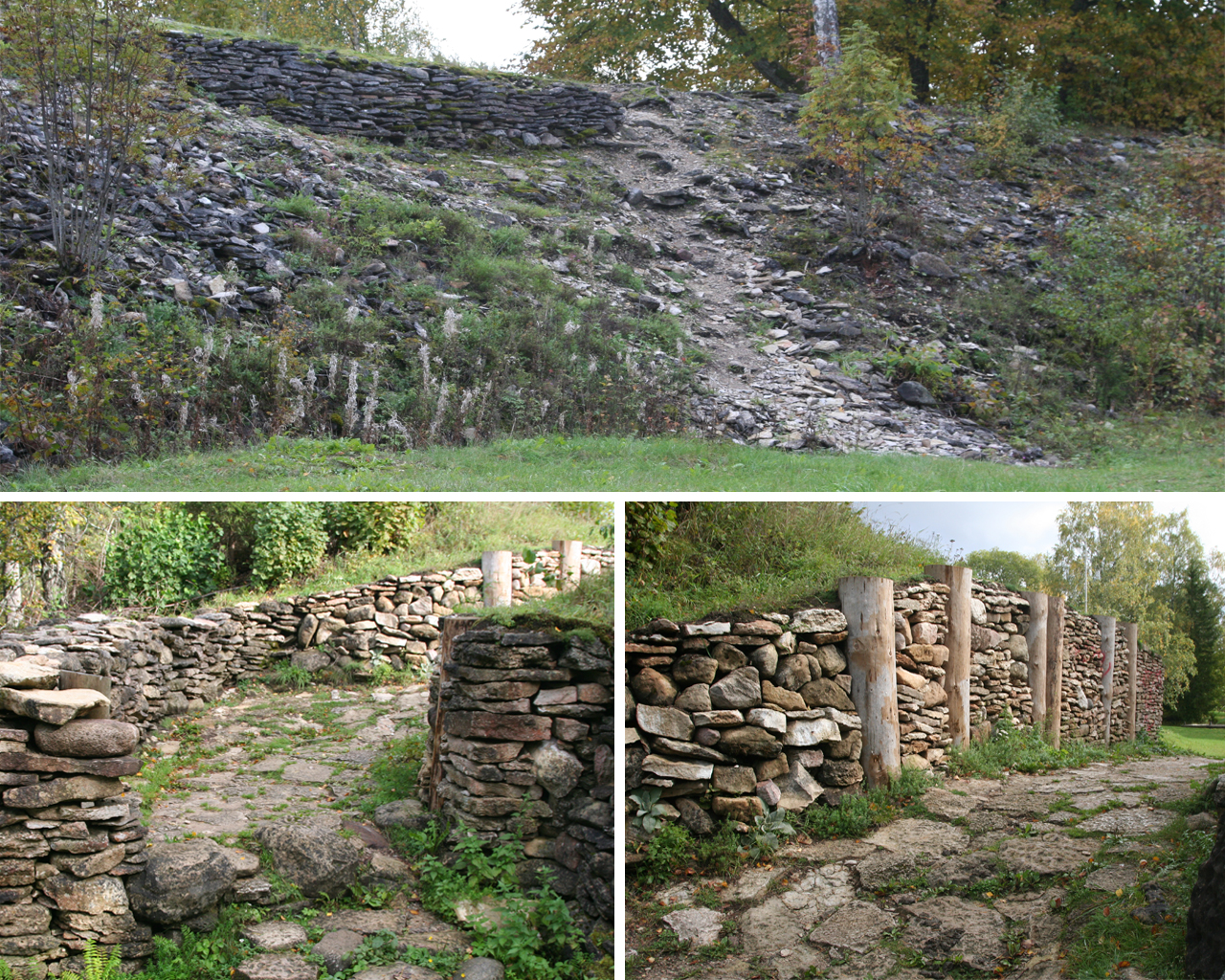
Руїни фортеці Варбола

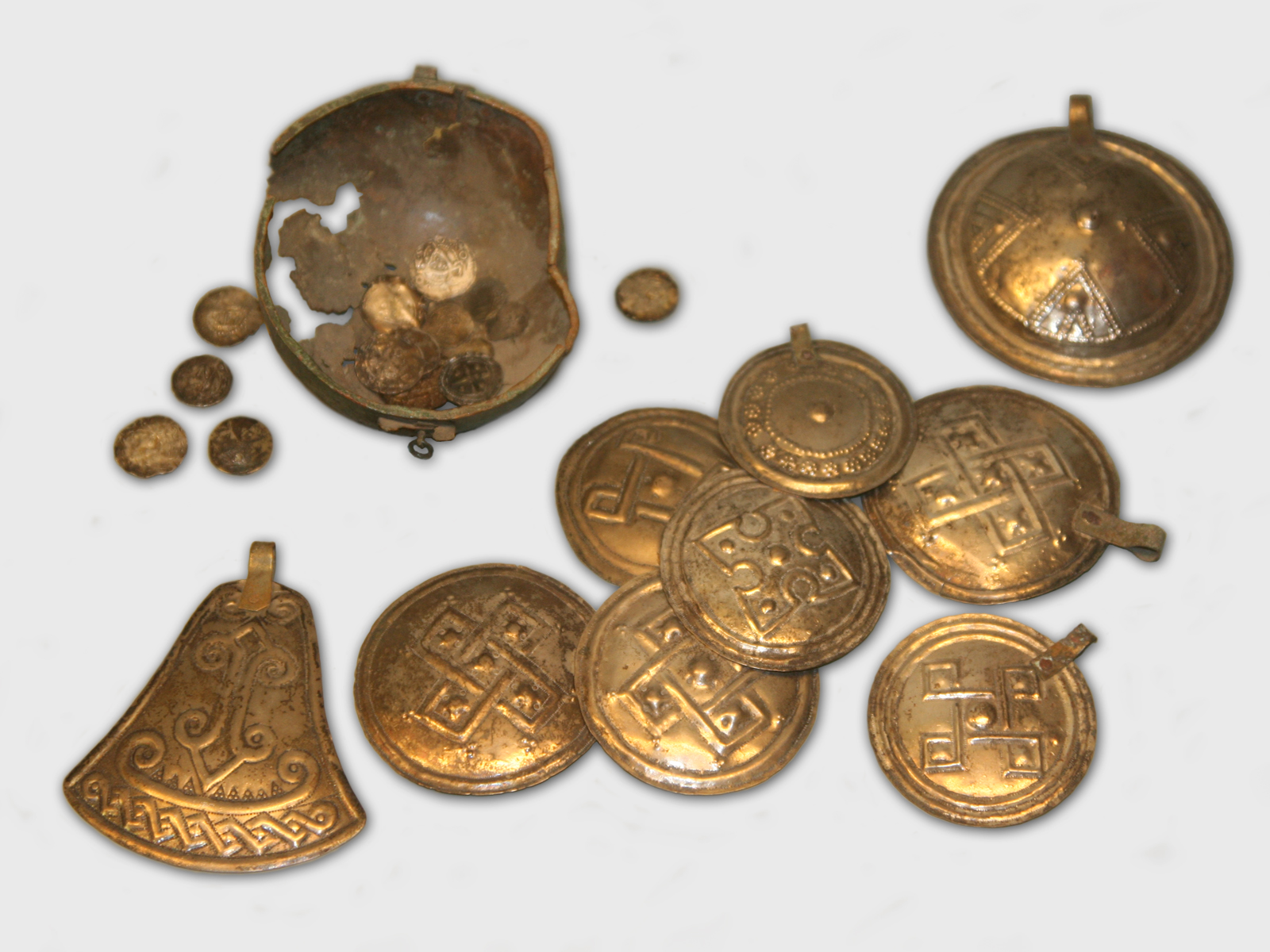
Артефакти з скарбу з Кумни

Назва «Естонія» вперше згадує в VI ст. Кассіодор у своїх «Листах» (кн. V, листи 1-2).

## Рання вірування
Є спірним питання про території проживання естів в ранньому Середньовіччі, проте думки істориків сходяться з питання про їх релігійні вірування. Скандинави знали естів як заклинателів вітрів. Схожі звичаї були в ту пору у фінів (лаппів).

## Війни вікінгів й естів
Саксон Граматик згадує куршей і естів як учасників битви біля Бровалле на стороні свеїв проти данів; до них також приєдналися ліви та венди з Померанії. Однак, серед учасників битви Саксон не згадує інших балтів, зокрема, леттів і литовців.
Сноррі Стурлусон у своїй Сазі про Інглінгів розповідає, як свейський король Інгвар Високий (VII століття), син Естена і великий воїн, був змушений охороняти узбережжі свого королівства від естонських піратів. Сага розповідає про його вторгнення в Естонію, де він загинув у битві проти численних естів. Після битви Інгвар Високий був похований поруч з морським узбережжям, а свеї повернулися додому. Ймовірно, залишками цих поховань є знахідки двох суден (en:Salme ships) у волості Сальму на острові Сааремаа.
Згідно з сагами Кола Земного, у 967 році норвезька королева Астрід втекла з країни разом зі своїм сином, майбутнім королем Норвегії Олафом Трюггвасоном, в Новгород, де її брат Сігурд обіймав почесну посаду при дворі князя Володимира. Під час їх подорожі на корабель напали езельські вікінги, убивши кілька членів команди, а інших зробив рабами. Через 6 років, коли Сігурд Ейриксон вирушив з Естонії для збору податків від імені Володимира, він виявив Олафа на ринку в Сааремаа і викупив його.
Битва між озелійцями і ісландськими вікінгами у 972 році поблизу Сааремаа згадується в Сазі про Ньялі.
Близько 1008 року Олаф Святий, майбутній король Норвегії, висадився на Сааремаа. Захоплені зненацька місцеві жителі спочатку погодилися виплатити зазначену з них Олафом данину, проте пізніше зібрали військо під час переговорів і напали на норвежців. Олафу, однак, вдалося перемогти в битві.

## Руське місто Юр'їв
Літописець Нестор згадує чудь як плем'я, споріднене естам. Згідно "Повість временних літ, у 1030 році Ярослав Мудрий вторгся в чудські землі і заснував фортецю Юр'їв (майбутній Тарту). Згідно з давньоруськими хроніками, чудь була одним з народів, що складали населення Київської Русі

## Доба вікінгів
Згідно з Новгородським першим літописом, варяги Ульф (Улеб) з Новгорода був розгромлений естами в морській битві поблизу сучасного Таллінна в 1032 році. Проте жодний інший літопис не підтверджує морську битву з естами поблизу сучасного Таллінна в 1032 році.
В XI сторіччі скандинави часто згадуються у хроніках, що борються проти вікінгів зі східних берегів Балтійського моря.
Територія Естонії досить багата скарбами XI і XII століття, в порівнянні з іншими балтійськими територіями. Найбільш раннім є скарб арабських дирхамів VIII століття. Найбільші скарби епохи вікінгів були знайдені на території волості Майдла і селища Козе. З 1500 опублікованих у каталогах 1000 монет є англосаксонськими.
Фортеця Варбола (en:Varbola Stronghold, лат. Castrum Warbole) на території сучасного естонського повіту Гар'юмаа була однією з найбільших фортець з круговим валом свого часу і великим торговим центром.

## Ранньохристиянський період

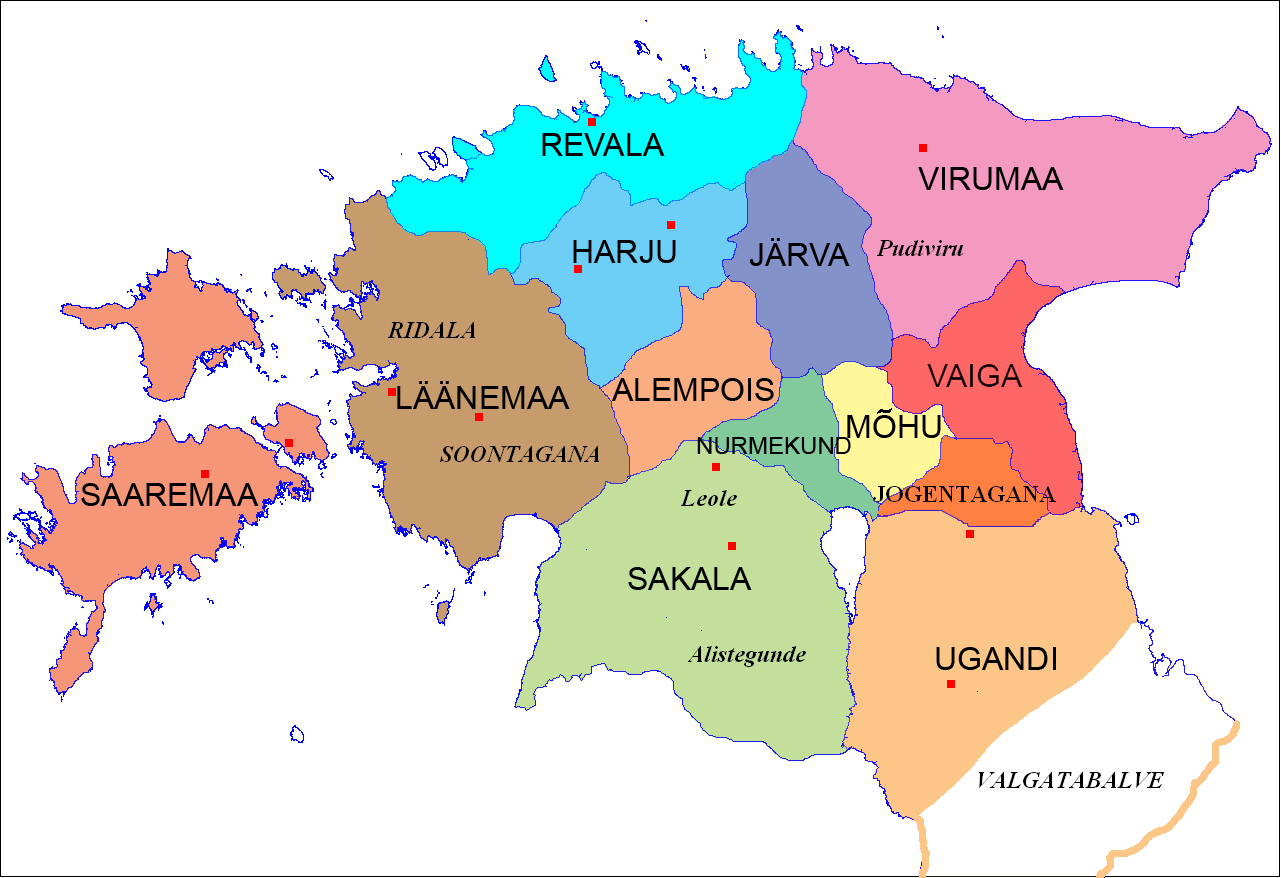
Адміністративний поділ на початку XIII століття

З поширенням християнства в Європі і централізацією влади в Скандинавії і Німеччини почалися балтійські хрестові походи. Спочатку ліви, летти і ести, потім прусси і фіни були розгромлені, хрещені, окуповані германцями, данами і свеями. Нерідко місцеве населення піддавалося репресіям і знищенню.
До початку XIII століття в Естонії почала складатися система політичного і адміністративного поділу країни на парафії (кіхельконди, kihelkond) і повіти (мааконди, maakond). Парафія складалася з кількох миз. Майже кожен кіхельконд мав хоча б одну фортецю. Обороною місцевості керував старійшина, вища парафіяльна посадова особа. Повіти, які також очолювалися старійшинами, складалися з кількох парафій. До XIII століття сформувалося 8 маакондів і 45 кіхелькондів. Мааконди:
1. Езель, або Озілія (Сааремаа),
2. Роталія, або Марітіма (Ляенемаа),
3. Харрія (Гар'юмаа),
4. Ревалія (Рявала),
5. Віронія (Вірумаа),
6. Єрвія (Ярвамаа),
7. Саккала (Сакала)
8. Угаунія (Уґанді).

4 кіхельконда в центральній частині країни — Мигу, Вайґа, Нурмекунд і Алемпойс — не входили до складу будь-якого мааконда.
Як пише Андрес Адамсон, деталі цього адміністративного поділу є більшою мірою можливим через прогалини у джерелах.